# Agave vilmoriniana
Agave vilmoriniana, també coneguda pel seu sinònim Agave eduardi, és una planta de la família de la família Asparagaceae que té el nom vulgar d'Octopus Agave per la semblança de la disposició de les fulles amb els tentacles d'un pop.

## Descripció
Planta herbàcia suculenta perenne. Són grans i robustes amb rizoma o tubercles radicants. Les tiges de les inflorescències normalment són erectes i amb un gran creixement secundari en gruix. Les fulles són simples, serrades i amb espines, alternes amb disposició espiral reunides en una roseta basal densa. Són fulles linears de color verd i en aquesta espècie s'arquegen a partir de la zona central deixant la punta gairebé orientada cap a terra. Poden aparèixer les típiques bandes groguenques al marge. La inflorescència és cimosa (de creixement limitat) gran i terminal amb flors actinomorfes hermafrodites i rodejades de bràctees conspicues. El fruit normalment és una càpsula loculicida amb llavors aplanades amb incrustacions negres. Amb presència de saponinaes esteroides (actua com a anticonceptiu).

## Distribució i hàbitats
La seva distribució és de tipus tropical i subtropical, creix en regions àrides del nord-oest de Mèxic. Representada als EUA i el Canadà.

## Usos
Alguns dels interessos econòmics dels que se n'aprofiten els homes són les seves propietats d'extreure'n sabó de les seves fulles. D'algunes espècies de les Agave se n'extreuen begudes alcohòliques com el tequila i el mescal de la saba ensucrada i fermentada. Sobretot cultivada com a planta ornamental i de jardineria.